# North Fort Myers
North Fort Myers is een plaats (census-designated place) in de Amerikaanse staat Florida, en valt bestuurlijk gezien onder Lee County.

## Demografie
Bij de volkstelling in 2000 werd het aantal inwoners vastgesteld op 40.214.

## Geografie
Volgens het United States Census Bureau beslaat de plaats een oppervlakte van
141,4 km², waarvan 136,3 km² land en 5,1 km² water.

## Plaatsen in de nabije omgeving
De onderstaande figuur toont nabijgelegen plaatsen in een straal van 16 km rond North Fort Myers.